# Brigitte Köck
Brigitte Köck (n. 18 mai 1970, Innsbruck, Austria) este o sportivă ce a reprezentat Austria, medaliată olimpică. A participat la o ediție a Jocurilor Olimpice (1998) în care a câștigat o medalie de bronz.

## Participări
Lista de mai jos prezintă principalele competiții la care a participat Brigitte Köck de-a lungul carierei.
- snowboarding at the 1998 Winter Olympics – women's giant slalom[*]